# Гвинтівкова граната

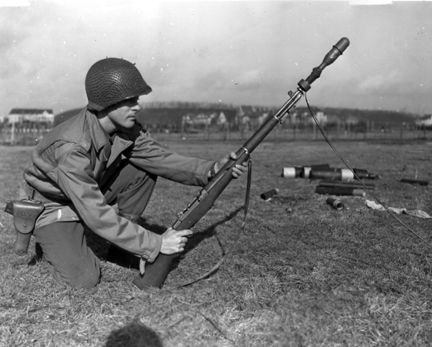
Гвинтівка M1 Garand зі спорядженою до стрільби гвинтівковою гранатою

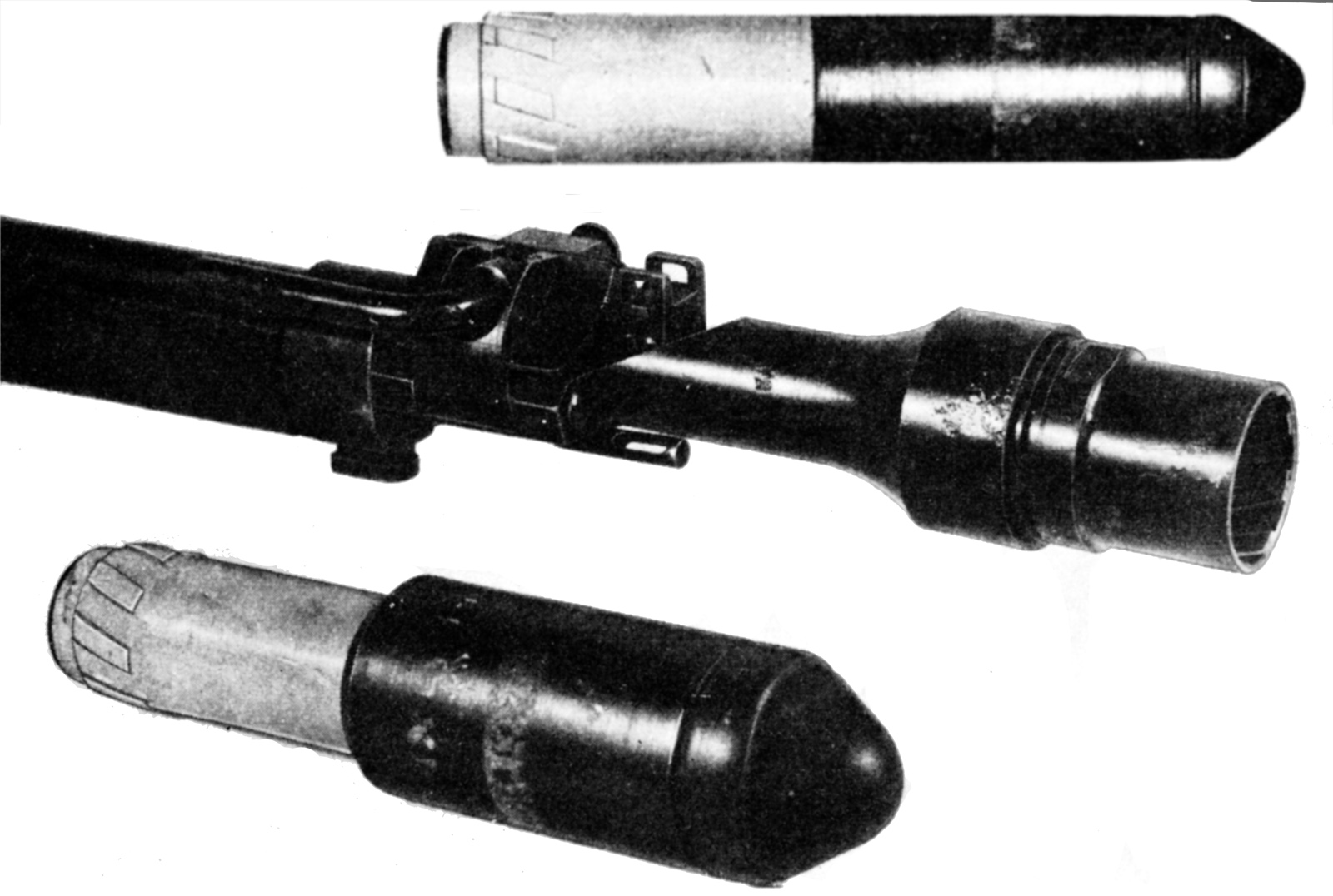
Японські гвинтівкові гранати часів Другої світової війни

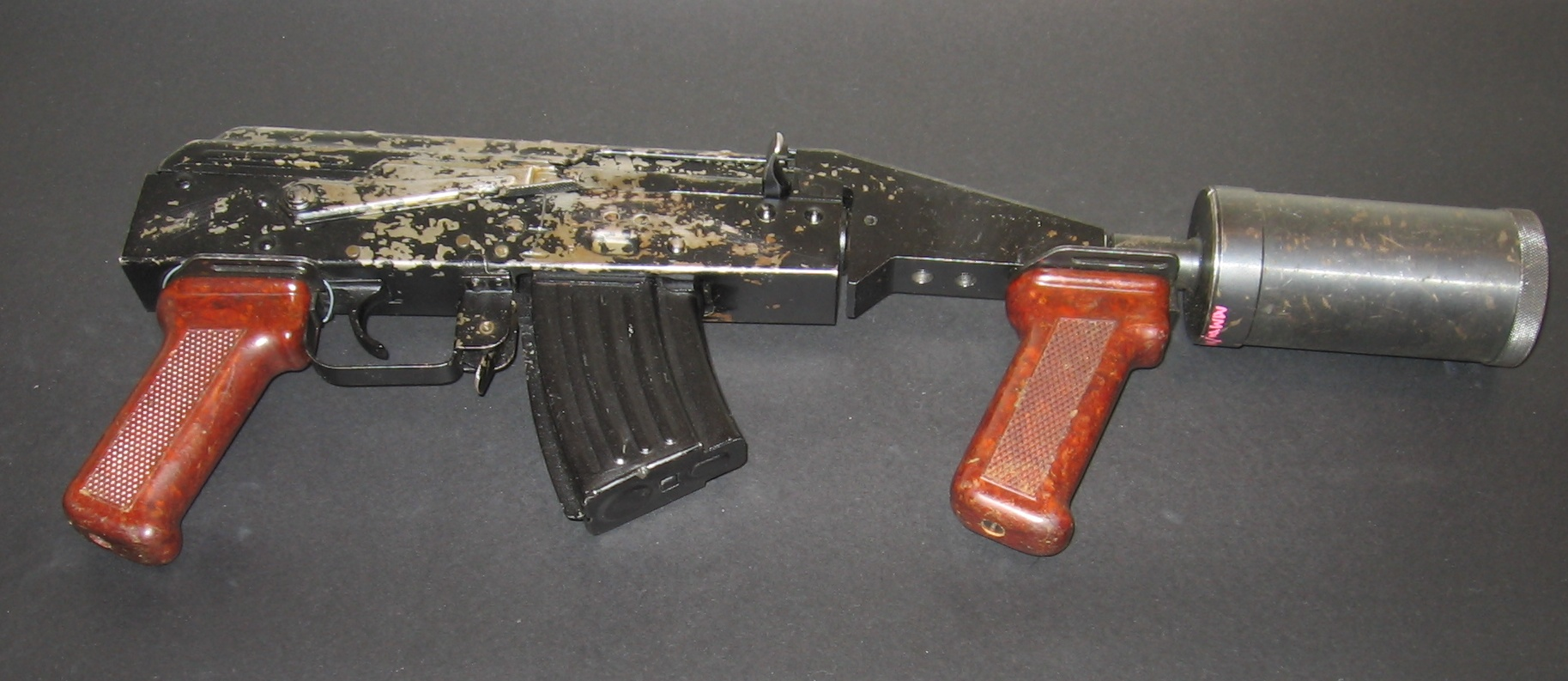
Польський комплекс з пристосуванням для стрільби гвинтівковими гранатами RWGŁ-3

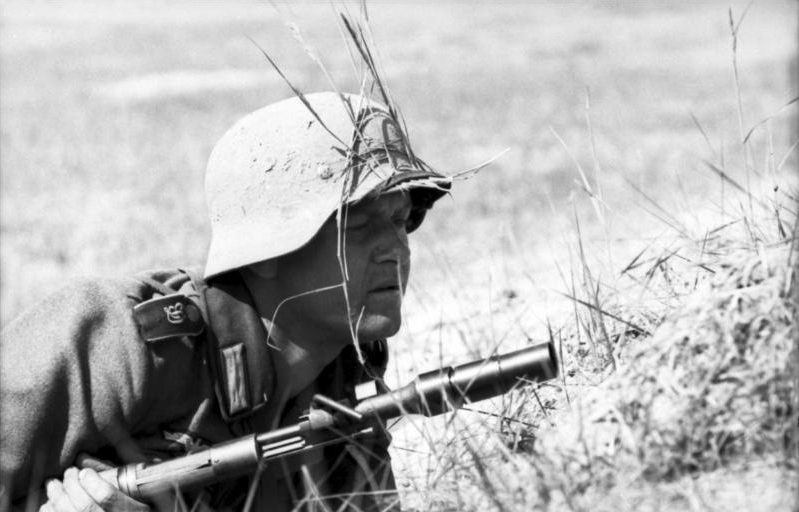
Німецький піхотинець дивізії «Гроссдойчланд» з карабіном К98 та гвинтівковою гранатою

Гвинтівкова граната — граната, постріл якої проводиться за допомогою ручної вогнепальної зброї; гвинтівкова граната, як правило, запускається під тиском порохових газів безпосередньо із ствола або за допомогою особливої насадки на ствол — дульного гранатомета, або мортірки.
У зв'язку з даними конструктивними особливостями дальність ефективного вогню гранатами цього вигляду значно вище, ніж в тих, що метаються за допомогою мускульної сили. Гвинтівкові гранати були прийняті на озброєння ще перед Першою світовою війною.
Спочатку з їх допомогою планувалося боротися з укріпленими пунктами противника. У ході Першої Світової гвинтівкові гранати із змінним успіхом використовували проти бронеавтомобілів і перших танків.
Принцип дії гвинтівкової гранати відносно простий, вимагає лише підготовленої для цієї мети вогнепальної зброї. Порохові гази, що виділяються при пострілі, виштовхують гранату, закріплену на кінці ствола, вперед, додаючи їй необхідне прискорення.